# サードエイジ
サードエイジ（英: The Third age）とは、人の一生の中で、働き盛りを過ぎて現役を退いた段階にあたる。歴史人口学者ピーター・ラスレットの唱えるライフコース4段階区分説の3番目の段階であり、同論の通称ともなっている。ラスレットによれば、The Third Ageという言葉は、1970年代に南ヨーロッパで使われるようになったTroisieme ageを英語表記したものであるという。

## サードエイジ論
人々の生活様式が多様化する現代では、年齢やライフイベントで人の一生を一律に説明することが困難となってきている。例えば、日本では65歳から74歳までを前期高齢者、75歳以上を後期高齢者と便宜的に区分しているが、平均寿命が延び、ライフスタイルが多様化する現代の高齢者を、暦年齢だけで一律に論じることは難しくなっている。
ラスレットは1978年に発表した論文『The Emergence of the Third Age』において、年齢以外の基準で、人の一生を次の4つの段階に区分する発達段階理論を提唱した。
ファーストエイジ親に依存し社会化を学ぶ、未成熟と教育の時代。幼児から学生となり、社会に出るまでの期間。
セカンドエイジ自立・成熟・責任と所得の時代。いわゆる現役世代と呼ばれる期間。
サードエイジ個人的な実現と達成の時代。現役から引退した後の期間。
フォースエイジ最終的な依存・衰弱と死の時代。老化による衰えが深刻化する時期から人生の終末までの期間。
これらの期間は必ずしも段階的に訪れるわけではない。例えば、偉大な実績を挙げた運動選手は、ファーストエイジと同時にサードエイジを経験している場合もある。また、期間は不均等であり、段階の始まりや終わりの判断は各個人の主観に委ねられる場合もある。特に、人生の頂点が何時だったのかという認識には個人差が大きい。
ラスレットは年齢と各段階との対応関係はないと繰り返し述べているが、海外の研究では概ね50から75歳の間を指して、人生の完成期とする言説が多い。一方、日本ではサードエイジの始まりと定年を相関させた言説が多くみられる。サードエイジ論は発達段階などの発達課題や平均的なライフコースを示した発達心理学の指標とは異なり、高齢化社会における高齢者（サードエイジャー）の社会的役割やあるべき規範を論じる概念として関心を集めている。